# Pietro G. Beltrami
Pietro G. Beltrami, all'anagrafe Pietro Giovanni Beltrami (Roma, 10 febbraio 1951), è un filologo e lessicografo italiano.

## Biografia
Laureatosi da normalista all'Università di Pisa (Facoltà di Lettere e Filosofia), è attualmente professore di filologia romanza nello stesso ateneo, dopo avere insegnato anche all'Università di Parma, all'Università della Basilicata e all'Università di Siena.
Due volte segretario della Società Italiana di Filologia Romanza, dal 1990 al 1994, oggi è direttore dell'Istituto Opera del Vocabolario Italiano (OVI) del CNR, socio ordinario dell'Accademia della Crusca, membro direttore della Nuova Rivista di Letteratura Italiana e componente del consiglio direttivo della rivista in rete Lecturae tropatorum.
Beltrami è autore di uno dei più importanti e completi manuali di metrica italiana, La metrica italiana, Bologna, Il Mulino, 1991 (5ª ed. 2011), e della sua fortunatissima edizione minore, Gli strumenti della poesia, Il Mulino, 1996 (3ª ed. 2012).
È altresì autore di molti saggi sulla metrica italiana e romanza, su Dante, sui trovatori provenzali e galego-portoghesi, su Brunetto Latini (di cui ha curato un'edizione critica del Tresor con traduzione a fronte, in collaborazione con alcuni allievi, stampata presso Einaudi nel 2007), e su Chrétien de Troyes;  affrontando, a seconda delle occasioni, problemi di edizione critica, di storia della letteratura e di analisi delle strutture formali.
Tra le sue traduzioni, va ricordata quella del Lancillotto di Chrétien de Troyes, con testo a fronte.
In veste di direttore dell'OVI si sta occupando dell'elaborazione elettronica del Tesoro della lingua italiana delle origini (edizione consultabile in rete) e di problemi filologici, lessicografici e informatici relativi alle banche dati testuali informatizzate.
Gestisce un blog sul suo sito web personale.

## Pubblicazioni

### Studi in volume
- Pietro G. Beltrami, Metrica, poetica, metrica dantesca, Pisa, Pacini, 1981.
- Rimario trobadorico provenzale, I: Indici del «Répertoire» di Istvan Frank, a cura di Pietro G. Beltrami, con la collaborazione di Sergio Vatteroni; II: Dalle origini alla morte di Raimbaut d'Aurenga (1173), a cura di Pietro G. Beltrami e Sergio Vatteroni, Ospedaletto, Pisa, Pacini, 1988-1994.
- Giraut de Borneil e altri trovatori del XII secolo, Scelta di testi a cura di Pietro G. Beltrami, Pescara, Libreria dell'Università, 1998.
- Chrétien de Troyes, Godefroi de Leigni, Il cavaliere della carretta (Lancillotto), a cura di Pietro G. Beltrami, Alessandria, Edizioni dell'Orso, 2004.
- Brunetto Latini, Tresor, a cura di Pietro G. Beltrami, Paolo Squillacioti, Plinio Torri e Sergio Vatteroni, Torino, Einaudi, 2007 («I millenni»).
- Jean De Meung, Ragione, amore, fortuna (Roman de la rose, vv. 4059-7230), a cura di Pietro G. Beltrami, Alessandria, Edizioni Dell'Orso, 2014.

### Articoli
- Beltrami, Pietro G., Cesura epica, lirica, italiana: riflessioni sull'endecasillabo di Dante.
- Beltrami, Pietro G., Giraut de Borneil plan e clus. - Bologna: Pàtron, 2001.
- Beltrami, Pietro G., Il "Tesoro della lingua italiana delle origini (TLIO)" e l'onomastica.
- Beltrami, Pietro G., M. Pazzaglia, "Teoria e analisi metrica".
- Beltrami, Pietro G., La canzone Belhs m'es l'estius de Jaufré Rudel. - Pisa: [s.n.], 1979.
- Beltrami, Pietro G., Il Jeu d'Adam, Auerbach, e un'osservazione sullo stile elevato. - Pisa: Pacini, 1974.
- Beltrami, Pietro G., Pero Viviaez: poesie "d'amigo" e satiriche. - Pisa: [s.n.], 1979.
- Beltrami, Pietro G., Pero Viviaez: poesie d'amigo e satiriche. - Pisa: Pacini, [s.d.].
- Beltrami, Pietro G., Pero Viviaez e l'amore per udita. - Pisa: Pacini, 1974.
- Beltrami, Pietro G., Prospettive della metrica. - Bologna: il Mulino, 1980.

### Manuali didattici
- Pietro G. Beltrami, La metrica italiana, Bologna, Il mulino, 1991; 5ª ed. 2011.
- Pietro G. Beltrami, Gli strumenti della poesia. Guida alla metrica italiana, Bologna, Il Mulino, 1996; 3ª ed. 2012.
- Pietro G. Beltrami, A che serve un'edizione critica? Leggere i testi della letteratura romanza medievale, Bologna, Il Mulino, 2011.
- Pietro G. Beltrami, Piccolo dizionario di metrica, Bologna, Il Mulino, 2015.
- Pietro G. Beltrami, L'esperienza del verso. Scritti di metrica italiana, Bologna, Il Mulino, 2015.
- Pietro G. Beltrami, La filologia romanza. Profilo linguistico e letterario, Bologna, Il Mulino, 2017.